# Barwienie otoczek bakterii
Barwienie otoczek bakterii polega na barwieniu otoczek bakterii w celu ułatwienia obserwacji.
Otoczki bakteryjne bardzo trudno zaobserwować używając mikroskopu świetlnego, bez zastosowania specjalnych metod barwienia. Jest to związane z tym, jak otoczki załamują światło. W barwieniu otoczek stosuje się najczęściej barwienie negatywne z pewnymi modyfikacjami, np. wg. metody Burri-Ginsa.
Kroplę zawiesiny z hodowli bakterii mieszamy na szkiełku podstawowym z kroplą czarnego tuszu. Uzyskaną zawiesinę cienko rozprowadzamy po szkiełku podstawowym. Preparat suszymy, możemy go lekko utrwalić termicznie przez jednokrotne przeciągnięcie nad płomieniem palnika. Następnie preparat pokrywamy roztworem fuksyny fenolowej. Po 1-2 minutach spłukujemy barwnik wodą. Preparat po wysuszeniu oglądamy pod imersją. Bakterie są zabarwione na czerwono (od fuksyny), na ciemnym tle (tuszu). Otoczki natomiast nie wchłonęły żadnego barwnika i są widoczne jako przeźroczysta warstwa pomiędzy bakterią a tłem.